# 拉美語
拉美語（Lamai）是西拉雅語的一種方言，由西拉雅族（有一說是馬卡道族）小琉球社人所使用。小琉球社人在拉美島事件因種族滅絕而滅亡。

## 分類系譜
- 南島語系
  - 台灣南島語族
    - 東臺灣南島語族
      - 西南部語群
        - 西拉雅語
          - 拉美語